# Espropriazione per pubblica utilità
L'espropriazione per pubblica utilità è un istituto giuridico italiano che consente allo Stato di acquisire per sé o per un altro soggetto una proprietà privata per esigenze di interesse pubblico.

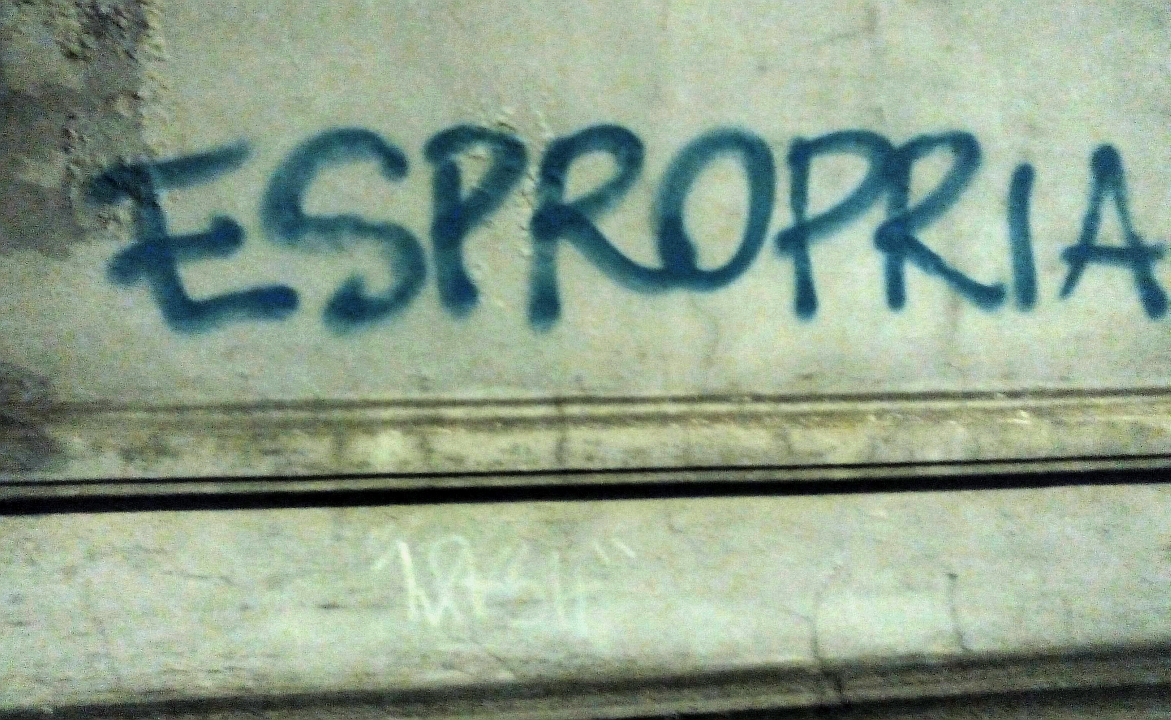
Espropria, scritta su un muro di Torino

Tale acquisizione è di norma compensata da un'indennità nei confronti del soggetto espropriato del bene. L'espropriazione è espressione del potere ablatorio che, in varia misura, tutti gli ordinamenti riconoscono alla pubblica amministrazione e che consente alla stessa di sacrificare l'interesse privato in vista di un superiore interesse pubblico (che, nel caso dell'espropriazione per pubblica utilità è solitamente - ma non esclusivamente - quello di realizzare un'opera pubblica).

## Storia
L'istituto venne introdotto dalla legge 25 giugno 1865, n. 2359 e  ribadito dall'articolo 834  del codice civile italiano del 1942, dopo la nascita della Repubblica Italiana il principio ebbe rilievo costituzionale secondo i dettami dell'articolo 42, terzo comma della Costituzione della Repubblica Italiana statuente che la proprietà privata può essere espropriata per pubblica utilità. Lo stesso art. 42 trova fondamento in combinato disposto con l'articolo 2 della Costituzione italiana, che sottopone tutti i cittadini a "doveri inderogabili di solidarietà politica, economica e sociale".
Il concetto di esproprio nella normativa italiana viene varie volte affrontato e modificato a partire dal secondo dopoguerra; taluni aspetti furono disciplinati anche dal d.lgs. 18 agosto 2000, n. 267, si parla di occupazione d'urgenza di immobili per la realizzazione di opere urgenti. La normativa venne infine sostituita dal D.P.R. 8 giugno 2001, n. 327 che abrogò la norma del 1865.

## Analisi dell'istituto
In virtù di questi doveri, e della tutela e garanzia data alla proprietà privata si prevede che il privato che subisce il provvedimento espropriativo debba ottenere un indennizzo e non un risarcimento: il bene espropriato passa in capo alla pubblica amministrazione per ragioni di pubblica utilità, cioè nel perseguimento di un interesse pubblico, ovvero della collettività organizzata di cui anche l'espropriato fa parte.
L'espropriazione è retta da due principi fondamentali:
- principio di legalità: i pubblici poteri possono espropriare i beni dei privati solo nei casi previsti dalla legge e solo nel rispetto delle procedure determinate dalle leggi (articolo 23 della costituzione);
- indennità di espropriazione: (art. 42/III) lo Stato deve corrispondere al proprietario espropriato una somma di danaro, determinata secondo criteri di legge, che compensi la perdita; questa somma non deve essere, per la Corte costituzionale, simbolica, anche se non si richiede che equivalga al prezzo di mercato del bene espropriato.

Anche la Convenzione europea per la salvaguardia dei diritti dell'uomo e delle libertà fondamentali tutela la proprietà sotto il profilo del libero godimento dei beni, ai sensi dell'articolo 1 del primo Protocollo: la Corte di Strasburgo ha più volte sanzionato l'Italia per violazione di questa norma pattizia.
Va anche considerata la disposizione della Costituzione che consente di "riservare originariamente allo Stato o ad altri enti pubblici determinate categorie di imprese che si riferiscono a servizi pubblici essenziali o a fonti di energia o a situazioni di monopolio ed abbiano carattere di preminente interesse generale" (articolo 43).
Questa figura giuridica va sotto la denominazione di nazionalizzazione (la più famosa applicazione risale al 1962, con la nazionalizzazione delle aziende elettriche e la fondazione dell'Enel) e trova una copertura legale anche a livello internazionale, ad opera della Carta dei diritti e dei doveri economici degli stati, secondo l'art 2 della risoluzione 12 dicembre 1974, n. 3281-XXIX dell’Assemblea Generale delle Nazioni Unite si è previsto che ciascuno Stato ha il diritto di scegliere e sviluppare liberamente il proprio sistema politico, sociale, economico e culturale «conformemente alla volontà del suo popolo, senza ingerenza, pressione o minaccia esterna di qualsiasi sorta» e ha il diritto di disciplinare gli investimenti stranieri, di procedere a nazionalizzazioni e espropriazioni di beni esteri secondo il proprio diritto interno, escludendo pertanto ogni ricorso al diritto internazionale e ogni competenza a risolvere le controversie eventualmente insorgenti di giudici diversi da quello dello Stato che a dette nazionalizzazioni ed espropriazioni proceda.
L'indennizzo, in questo caso è l'acquisto a carico dello Stato delle azioni, che rappresentano la proprietà dell'impresa.

## Il procedimento
Il D.P.R. 327/2001 è suddiviso in 5 titoli e 59 articoli ed è stato modificato ulteriormente. Sulla base della nuova normativa sono espropriabili tutti i beni immobili e i diritti relativi a tali beni, al fine di eseguire opere pubbliche o di pubblica utilità. I beni appartenenti al Demanio Pubblico sono espropriabili solo previa sdemanializzazione. I beni dedicati al culto sono espropriabili previo accordo con le autorità competenti.
L'art. 8 del D.P.R. n. 327/2001 prevede che il decreto di esproprio possa essere emanato qualora:
a) l'opera da realizzare sia prevista nello strumento urbanistico generale, o in un atto di natura ed efficacia equivalente, e sul bene da espropriare sia stato apposto il vincolo preordinato all'esproprio;
b) vi sia stata la dichiarazione di pubblica utilità;
c) sia stata determinata, anche se in via provvisoria, l'indennità di esproprio.

### Fase istruttoria
La dichiarazione di pubblica utilità era il presupposto dell'espropriazione nella legge fondamentale del 1865. Essa conteneva la scelta dell'area da utilizzare per l'opera pubblica: era perciò un atto a contenuto discrezionale ed in quanto incidente sulla proprietà privata era assistito da particolari garanzie. In primo luogo doveva contenere, a pena di invalidità dell'intera procedura, i termini di inizio e di fine lavori, nonché i termini di inizio e fine delle operazioni espropriative.
La legge del 1865 si basava sulla regola in base alla quale l'Amministrazione prima diventava proprietaria dell'area (mediante l'esercizio del potere ablatorio) e poi realizzava l'opera pubblica. Tale regola, più volte derogata nella legislazione successiva, è stata ripresa e ribadita dall'art. 2 del Testo Unico del 2001, che afferma l'assoluta rilevanza del principio di legalità, perché è un'antica, ma attuale, esigenza che l'Amministrazione dapprima espropri e poi costruisca l'opera pubblica, ciò al fine di semplificare il sistema, accelerare gli interventi e ridurre il contenzioso.
Nella legge del 1865 non era prevista la cosiddetta occupazione d'urgenza, preordinata all'esproprio e creata per la prima volta dalla legge sul risanamento di Napoli del 1885: solo dopo la conclusione del procedimento ablatorio il privato perdeva il possesso del fondo, unitamente alla proprietà, e sulla base di una dichiarazione di pubblica utilità formalizzata in un atto espresso, frutto di particolari valutazioni concernenti l'idoneità dell'area da espropriare.

### Fase espropriativa
Nel regime anteriore al decreto del 2001, il soggetto espropriante depositava il cosiddetto piano particolareggiato di esecuzione, chiamato anche piano particellare di esproprio, con cui si individuavano i beni da espropriare. Tale piano veniva pubblicato nell'albo pretorio comunale e nel F.A.L. per 15 giorni, termine entro cui i proprietari potevano proporre ulteriori osservazioni al Prefetto.
Seguiva l'ordinanza prefettizia che disponeva l'esecuzione del piano particellare e indicava la somma offerta quale indennità di esproprio. A questo punto, gli espropriandi avevano tre possibilità:
1. notificare al Prefetto l'accettazione della somma indennitaria; in tal caso il Prefetto emanava il decreto di esproprio;
2. chiedere di concordare la cessione volontaria del bene, portando alla stipula di un accordo convenzionale di cessione con l'autorità espropriante ed evitando l'emanazione del decreto di esproprio;
3. opporsi alla stima, sicché il Prefetto emanava il decreto di esproprio mentre il giudice ordinario decideva sulla congruità della somma offerta come indennità di esproprio

## Il procedimento di esproprio dopo il T.U. 327/2001
Il procedimento per giungere all’esproprio di un bene immobile prevede un iter ben preciso, prima di arrivare al relativo decreto, che passa attraverso varie fasi. In particolare, devono essere rispettate le seguenti condizioni, cui corrispondono altrettante fasi operative:
- inserimento dell’opera da realizzare nello strumento urbanistico generale, o in un atto di natura ed efficacia equivalente;
- apposizione sul bene da espropriare del vincolo preordinato all’esproprio;
- emanazione della dichiarazione di pubblica utilità;
- determinazione, anche se in via provvisoria, dell’indennità di esproprio.

Una volta esaurite queste fasi, si giunge all’emanazione del decreto di esproprio.
Il vincolo preordinato all'esproprio
L’art. 9 del T.U. prevede che l’esproprio possa realizzarsi nelle aree che siano state sottoposte a vincolo preordinato alla espropriazione da parte del piano regolatore generale, con validità dal momento in cui ne diventi efficace l’atto di approvazione, o di una sua variante che preveda la realizzazione dell’opera pubblica.
Il vincolo preordinato all’esproprio ha una durata di cinque anni dal momento in cui viene approvato il piano regolatore o la variante che lo ha introdotto. Entro tale termine, deve essere emanata la dichiarazione di pubblica utilità dell’opera, pena la decadenza.
La dichiarazione di pubblica utilità
Nel termine di cinque anni dall’apposizione del vincolo preordinato all’esproprio deve essere emanato il provvedimento relativo alla dichiarazione di pubblica utilità con l'approvazione di uno dei seguenti provvedimenti:
- progetto definitivo dell’opera
- piano particolareggiato
- piano di lottizzazione
- piano di recupero
- piano di ricostruzione
- piano delle aree da destinare a insediamenti produttivi
- piano di zona

## Tipologie

### Espropriazione totale
Si verifica quando un proprietario viene privato integralmente di un suo fondo. Indennità è pari al giusto prezzo che avrebbe avuto l'immobile in una libera compravendita. Il giusto prezzo è il valore di mercato del bene secondo i prezzi correnti al momento dell'espropriazione senza trascurarne i miglioramenti. In caso le due parti non si riescano a mettere d'accordo sul prezzo, interviene un collegio di periti che valuta il giusto prezzo.

### Espropriazione parziale
L'indennità consiste nella differenza tra il giusto prezzo dell'immobile prima dell'occupazione e il giusto prezzo dopo l'occupazione. Si determina il valore complementare della parte espropriata. È possibile che da tale espropriazione nasca un vantaggio per il fondo, tale vantaggio non deve essere maggiore di un quarto dell'indennizzo.

## L'occupazione temporanea
Per l'esecuzione di un'opera di pubblica utilità possono essere occupati temporaneamente terreni per l'estrazione, per il deposito di materiali e attrezzature, per l'installazione di magazzini e cantieri di lavoro, per praticare passaggi provvisori, per aprire canali di diversione delle acque e per ogni altro uso necessario alla realizzazione dell'opera. L'occupazione temporanea non può avvenire per i terreni fabbricati né per quelli recintati da muri.
Per il calcolo dell'indennizzo si tiene conto di:
- Frutti pendenti
- Valore soprassuolo
- Reddito annuo perduto durante il periodo di occupazione
- Spese di ripristino
- Danno per diminuzione transitoria o permanente di reddito dalla fine del periodo di occupazione
- Durata dell'occupazione

Diversa ipotesi è quella, usata spesso, della occupazione d'urgenza, che in base ad un "decreto di occupazione d'urgenza" anticipa gli effetti dell'esproprio immettendo prima dell'esproprio l'ente pubblico od il beneficiario privato (società autostradale, cooperativa edilizia, attività produttiva compresa in nuova zona produttiva, ecc.) nel possesso dei beni per eseguirvi le opere per cui la procedura espropriativa ha avuto inizio. All'atto della consegna dei beni al beneficiario del futuro esproprio si redige un "verbale di consistenza" in cui un tecnico descrive lo stato dei luoghi e le coltivazioni o gli immobili presenti per poterne tener conto in futuro nel momento in cui verrà quantificata l'indennità di esproprio. Normalmente per tale occupazione l'indennizzo consiste nell'interesse legale calcolato sull'indennità di esproprio per il periodo in cui l'esproprio è stato anticipato.

### Retrocessione e vendita degli immobili espropriati
Se l'opera non è stata eseguita nei tempi stabiliti o il fondo non ha avuto la destinazione prevista, l'espropriato può ottenere la retrocessione. Gli immobili espropriati possono in tal caso anche essere posti in vendita dall'espropriante e i vecchi proprietari hanno diritto di prelazione.

### Espropriazione anomala o di fatto
L'imposizione del vincolo su un'area, pur non determinando il trasferimento coattivo della proprietà dal privato cittadino alla pubblica amministrazione, restando la disponibilità dell'area - più teorica che pratica - al proprietario, determinava, di fatto, un esproprio senza indennizzo. Questa modalità di esproprio è conosciuta in giurisprudenza ed in dottrina con il termine espropriazione anomala o espropriazione di fatto.
Talvolta l'espropriazione è avvenuta senza alcun titolo, talaltra ci si trova di fronte ad opere pubbliche eseguite in base ad un decreto di occupazione d'urgenza, poi non seguito da un regolare decreto d'esproprio: in ambedue i casi il decreto del Presidente della Repubblica del 2001 appare aver lasciato ampio spazio alla discrezionalità amministrativa, assoggettandosi alle obiezioni già esposte nel contenzioso CEDU sul regime previgente.